# روبرت ن. هنتر جونيور
روبرت ن. هنتر جونيور (بالإنجليزية: Robert N. Hunter, Jr.)‏ هو محامي وقاضي أمريكي، ولد في 30 مارس 1947.

## وصلات خارجية
- الموقع الرسمي